# Середня звукова потужність
Сере́дня звукова́ поту́жність плоскої синусоїдної вільно біжучої хвилі, що проходить крізь дану поверхню — середня, взята за один період величина миттєвих значень добутку {\displaystyle \ Spv}, де {\displaystyle \ S} — розміри проєкції цієї поверхні на площину хвилі, {\displaystyle \ p} — миттєвий тиск, а {\displaystyle \ v} — миттєва швидкість частинок. Ця середня величина дорівнює:
{\displaystyle {\frac {Sp^{2}}{\rho _{0}c}}}, ергів на секунду, де {\displaystyle \ p} — ефективний звуковий тиск,
{\displaystyle \ c} — швидкість звуку,
{\displaystyle \ \rho _{0}} — питома маса чи густина середовища у стані спокою.